# Lijst van voetbalinterlands Guinee-Bissau - Mauritanië
Deze lijst van voetbalinterlands is een overzicht van alle officiële voetbalwedstrijden tussen de nationale teams van Guinee-Bissau en Mauritanië. De landen speelden tot op heden negen keer tegen elkaar. De eerste ontmoeting was op 11 februari 1984 tijdens een vriendschappelijk toernooi in Freetown (Sierra Leone). Het laatste duel, een kwalificatiewedstrijd voor het African Championship of Nations 2022, werd gespeeld op 2 september 2022 in Nouakchott.

## Wedstrijden
| № | Plaats     | Datum            | Competitie                                        | Wedstrijd                  | Uitslag |
| - | ---------- | ---------------- | ------------------------------------------------- | -------------------------- | ------- |
| 1 | Freetown   | 11 februari 1984 | Vriendschappelijk                                 | Guinee-Bissau − Mauritanië | 2 − 1   |
| 2 | Dakar      | 4 februari 1986  | Vriendschappelijk                                 | Guinee-Bissau − Mauritanië | 1 − 0   |
| 3 | Conakry    | 24 februari 1987 | Vriendschappelijk                                 | Mauritanië − Guinee-Bissau | 1 − 1   |
| 4 | Freetown   | 27 november 1993 | Vriendschappelijk                                 | Guinee-Bissau − Mauritanië | 1 − 0   |
| 5 | Nouakchott | 25 november 1995 | Vriendschappelijk                                 | Mauritanië − Guinee-Bissau | 1 − 0   |
| 6 | Praia      | 5 mei 2000       | Vriendschappelijk                                 | Guinee-Bissau − Mauritanië | 1 − 0   |
| 7 | Bamako     | 7 november 2001  | Vriendschappelijk                                 | Guinee-Bissau − Mauritanië | 1 − 0   |
| 8 | Nouakchott | 29 augustus 2022 | African Championship of Nations 2022 kwalificatie | Guinee-Bissau − Mauritanië | 0 − 1   |
| 9 | Nouakchott | 2 september 2022 | African Championship of Nations 2022 kwalificatie | Mauritanië − Guinee-Bissau | 1 − 0   |

## Samenvatting
| Competitie                                   | Totaal gespeeld | Winst Guinee-Bissau | Gelijk | Winst Mauritanië | Doelsaldo Guinee-Bissau – Mauritanië |
| -------------------------------------------- | --------------- | ------------------- | ------ | ---------------- | ------------------------------------ |
| African Championship of Nations-kwalificatie | 2               | 0                   | 0      | 2                | 0 − 2                                |
| Vriendschappelijk                            | 7               | 5                   | 1      | 1                | 7 − 3                                |
| Totaal                                       | 9               | 5                   | 1      | 3                | 7 − 5                                |

FFGB · 
Guinee-Bissaus vrouwenelftal
Interlands
Tegenstander:
Algerije ·
Angola ·
Benin ·
Botswana ·
Burkina Faso ·
Centraal-Afrikaanse Republiek ·
Congo-Brazzaville ·
Djibouti ·
Egypte ·
Equatoriaal-Guinea ·
Ethiopië ·
Gabon ·
Gambia ·
Ghana ·
Guinee ·
Ivoorkust ·
Kaapverdië ·
Kameroen ·
Kenia ·
Liberia ·
Mali ·
Marokko ·
Mauritanië ·
Mozambique ·
Namibië ·
Nigeria ·
Oeganda ·
Sao Tomé en Principe ·
Senegal ·
Sierra Leone ·
Soedan ·
Swaziland ·
Togo ·
Zambia ·
Zuid-Afrika
FFRIM · A-internationals · Mauritaans vrouwenelftal
1960 – 1969 · 
1970 – 1979 · 
1980 – 1989 · 
1990 – 1999 · 
2000 – 2009 · 
2010 – 2019 ·
2020 − 2029
Algerije ·
Angola ·
Bahrein ·
Benin ·
Botswana ·
Burkina Faso ·
Burundi ·
Canada ·
Centraal-Afrikaanse Republiek ·
Comoren ·
Congo-Brazzaville ·
Congo-Kinshasa ·
Equatoriaal-Guinea ·
Egypte ·
Ethiopië ·
Gabon ·
Gambia ·
Guinee ·
Guinee-Bissau ·
Irak ·
Ivoorkust ·
Jemen ·
Jordanië ·
Kaapverdië ·
Kameroen ·
Kenia ·
Lesotho ·
Libanon ·
Liberia ·
Libië ·
Madagaskar ·
Mali ·
Marokko ·
Mauritius ·
Mozambique ·
Niger ·
Oeganda ·
Oman ·
Palestina ·
Rwanda ·
Saoedi-Arabië ·
Senegal ·
Sierra Leone ·
Soedan ·
Somalië ·
Syrië ·
Tanzania ·
Togo ·
Tunesië ·
Verenigde Arabische Emiraten ·
Zambia ·
Zimbabwe ·
Zuid-Afrika ·
Zuid-Jemen ·
Zuid-Soedan